# Spinetaxalus fuscodiscalis
Spinetaxalus fuscodiscalis är en skalbaggsart som beskrevs av Stefan von Breuning 1968. Spinetaxalus fuscodiscalis ingår i släktet Spinetaxalus och familjen långhorningar.
Artens utbredningsområde är Madagaskar. Inga underarter finns listade i Catalogue of Life.